# Rue Davy
La rue Davy est une voie située dans le quartier des Épinettes du 17e arrondissement de Paris.

## Situation et accès
La rue Davy est desservie par la ligne 13 aux stations La Fourche, Brochant et Guy Môquet.

## Origine du nom
Cette rue rend hommage au chimiste anglais Humphry Davy (1778-1829).

## Historique
Ancienne « rue Sainte-Élisabeth » ouverte au milieu du XIXe siècle, elle prend son nom actuel en 1864.